# Guo Dan (langebaanschaatsster)
Guo Dan (Peking, 6 december 1990) is een Chinees langebaanschaatsster. Ze vertegenwoordigde haar vaderland op de Olympische Winterspelen 2018 in Pyeongchang.

## Records

### Persoonlijke records[1]
| Afstand    | Tijd    | Datum            | Baan    |
| ---------- | ------- | ---------------- | ------- |
| 500 meter  | 39,90   | 17 november 2017 | Calgary |
| 1000 meter | 1.18,22 | 17 november 2017 | Calgary |
| 1500 meter | 1.58,83 | 19 november 2017 | Calgary |
| 3000 meter | 4.15,28 | 18 november 2017 | Calgary |
| 5000 meter | 7.29,03 | 25 januari 2016  | Urumqi  |

## Resultaten
| Jaar | Olympische Spelen |
| ---- | ----------------- |
| 2022 | 13e massastart    |